# Una excursión a los indios ranqueles (película)
Una excursión a los indios ranqueles es una película en blanco y negro de Argentina dirigida por Derlis M. Beccaglia sobre su propio guion sobre la novela homónima de Lucio V. Mansilla. La película contaba con la colaboración de Mario Sóffici como supervisor de la dirección.

## Sinopsis
La novela publicada en 1870 describe el encuentro del coronel Lucio V. Mansilla del Ejército Argentino, con el cacicazgo ranquel, en su propio territorio ―actualmente dentro de la provincia de La Pampa― y su reunión con el gran Panguitruz Güer (zorro cazador de pumas, también conocido como Mariano Rosas). El motivo del viaje era convencer al cacique de trasladarse a la comandancia de Río Cuarto, provincia de Córdoba, para refrendar un tratado de paz con el gobierno argentino.

## Producción
La filmación fue comenzada en 1963 pero se suspendió por motivos económicos. Se reanudó en 1965 con otro elenco de intérpretes pero fue nuevamente suspendida, esta vez en forma definitiva.

## Reparto de 1963
- Alfredo Alcón
- Graciela Borges
- Inés Moreno
- Mario Soffici
- Gilda Lousek
- Ignacio Quirós
- Juan Carlos Lamas
- Lydia Lamaison
- Jacinto Herrera
- Aldo Mayo
- Martín Mayer

## Reparto de 1965
- Carlos Cores
- Juan José Míguez
- Luis Medina Castro
- Elizabeth Killian
- Silvia del Río
- Juan Carlos Lamas
- Fernando Vegal
- Carlos Carella
- Camilo Da Passano
- Gloria Leyland
- Enrique Amores